# Prise de Gorée (1804)
Pour les articles homonymes, voir Prise de Gorée (1758).
La prise de Gorée survient le 18 janvier 1804 lorsqu'une force française sous les ordres du lieutenant de vaisseau Jean-Michel Mahé, partie de Cayenne, reprend l'île aux Britanniques.

## Historique

### Préparatifs

Carte de l'île de Gorée.

Les navires sont composés d'une goélette Vigie et de trois corsaires. Les troupes consistent d'un contingent de la 8e Demi-Brigade et d'un autre de volontaires de Cayenne.
La force française s'arrête en cours de route à Dakar, au Sénégal. Elle se renforce de la goélette Rosalia et d'un détachement de la 46e brigade. Elle réquisitionne également le corsaire Mon oncle Thomas (1793), de La Rochelle, qui rejoint donc l'expédition. Mon Oncle Thomas s'était rendu à Dakar pour demander une prolongation de sa lettre de marque. Le Commandant promet de renouveler la lettre à condition que le bateau corsaire se joigne à l'expédition.

### Attaque et prise de la ville

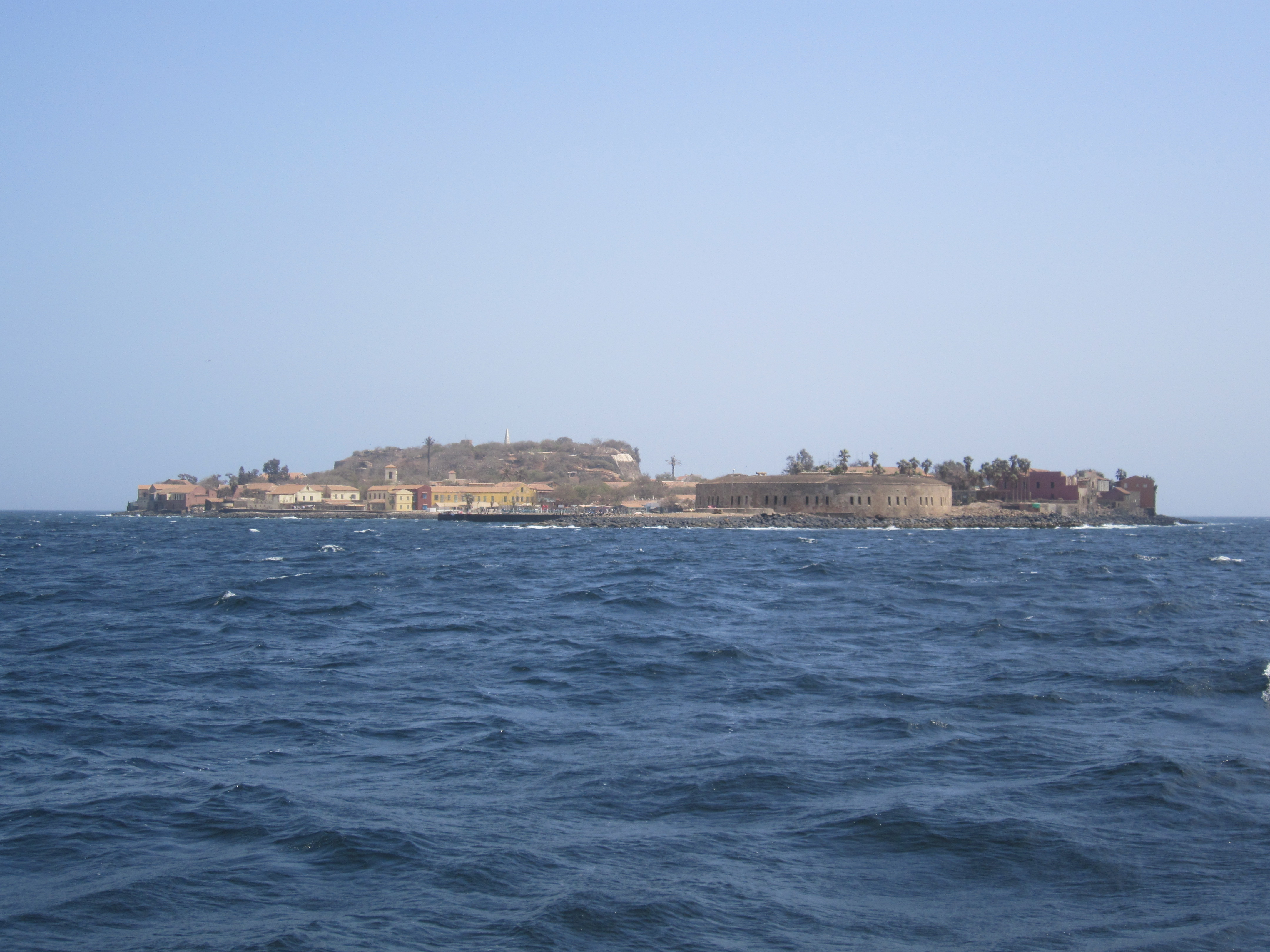
Vue de l'île de Gorée depuis le bateau.

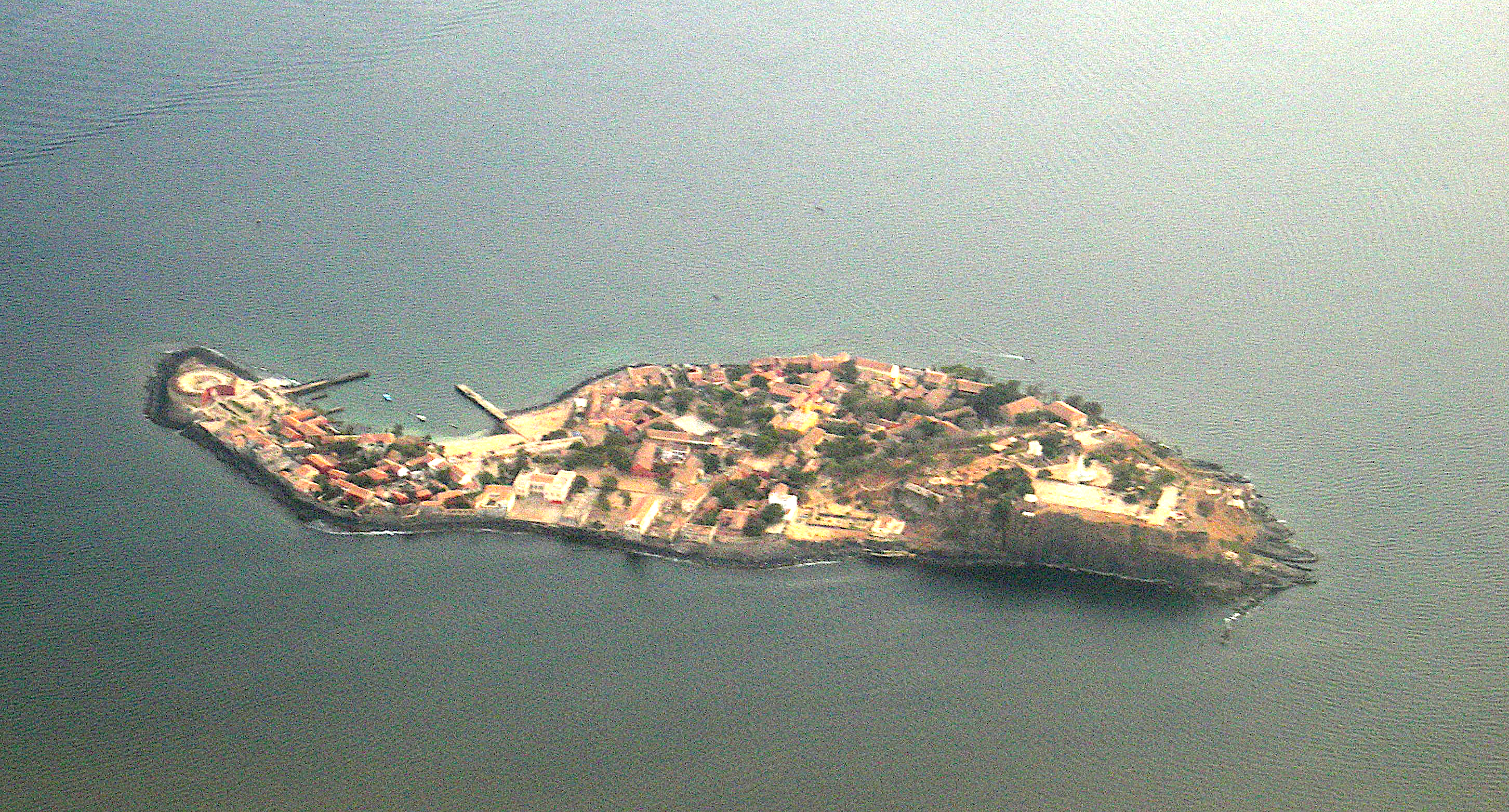
Vue aérienne de l'île.

La force française d'environ 500 à 600 hommes jette l'ancre au large de l'île de Gorée tard dans la soirée du 17 janvier. Le lendemain matin, 240 soldats répartis sur huit bateaux débarquent à l'est de la ville. Ils rencontrent de la résistance de la part des 40 à 70 hommes de la garnison britannique et des civils. Les Britanniques subissent des pertes: 9 tués et 10 blessés; les Français comptent 43 tués et 32 blessés. Face à une force écrasante, le colonel John Frazer, le commandant britannique, se rend et signe les conditions de capitulation. Les Français occupent alors la ville. Les Français mettent la garnison à bord d'un sloop et les envoient à Dakar. Là, les Français forment un cartel de la goélette Marengo et embarquent leurs captifs britanniques. Marengo s'arrête à Ténériffe pour refaire le plein puis arrive à Falmouth le 17 avril.

### Reprise de Gorée par le Royaume-Uni
Les Britanniques reprennent Gorée le 7 mars quand le lieutenant Charles Pickford et une unité de la frégate de 36 canons HMS Inconstant débarquent et obligent  la garnison française à se rendre. Pickford est envoyé à terre seulement pour rendre compte de la raison pour laquelle les Français tenaient à l'île. L'Inconstant revient le 8 mars avec une force d'invasion de quatre bateaux, ne s'attendant pas à ce que la garnison ait été prise.

## Les navires français
| Navire           | Type     | Capitaine                                                             | Armement          | Équipage et troupe |
| ---------------- | -------- | --------------------------------------------------------------------- | ----------------- | ------------------ |
| Vigie            | Goélette | lieutenant de vaisseau Mahé                                           | 2 + 14 émerillons | 90                 |
| Renommée         | Goélette | Citoyen Renaud                                                        | 14                | 87                 |
| Les Amis         | Goélette | Citoyen Baudrier                                                      | 14                | 85                 |
| Oiseau           | Goélette |                                                                       | dix               | 80                 |
| Rosalie          | Goélette | enseigne de vaisseau Ducraneau                                        | 2                 | 30                 |
| Mon Oncle Thomas | Bateau   | Capitaine de vaisseau Auguste Papin une fois et commodore par intérim | 20                | 230                |